# ماكس (فلم 2015)
 ماكس  (بالإنجليزية: Max) هو فيلم مغامرة أمريكي صدر عام 2015 ، من تأليف وإخراج بواز ياكين ومن إنتاج كين بلانساتو وكارين روزنفلت وبطولة كل من جوش ويغينز ولورين غراهام وتوماس هادن تشورتش .

## القصة
ماكس (كلب المالينو البلجيكي) كلب عسكري مدرب لمساعدة البحرية الأمريكية في أفغانستان يقوم بواجبه إلى جانب مدربه كايل وينكوت ويصاب مدربه بجروح قاتلة، يتعرض (ماكس) لصدمة جراء فقدان أفضل صديق له ويصبح غير قادر على البقاء في الخدمة. يتم شحن (ماكس) إلى (الولايات المتحدة الأمريكية)، حيث الإنسان الوحيد الذي لديه استعداد للتواصل معه هو شقيق مدربه الراحل الفتى المراهق (جاستن) .

## الإنتاج
- في البداية ، كان من المقرر إطلاق هذا العمل في جميع أنحاء البلاد في 30 يناير 2015 ولكن تم تغيير تاريخ الإصدار إلى 21 أغسطس 2015 ثم عاد بعد شهرين إلى 26 يونيو 2015. [2][3]
- في 19 آذار (مارس) 2015 تم إطلاق المقطع الدعائي الرسمي لهذا العمل .[4]

## طاقم التمثيل
| - توماس هادن تشورتش - جوش ويغينز - لورين غراهام | - روبي أميل - جاي هيرنانديز - جوزيف جوليان سوريا | - ميا زيتلالي - أوين هارن - لوك كلينتانك | - ديجون لاكواكي - أوين هارن - إدغار أريولا | - جايسون دافيس - مايلز موسيندن - بيت بوريس |

## هوامش
- شارك الكلب ماكس من قبل من خلال فيلم مشروع سجل الأيام (بالإنجليزية: Project Almanac) .

## روابط خارجية
- الموقع الرسمي
- ماكس على موقع IMDb (الإنجليزية)
- ماكس على موقع ميتاكريتيك (الإنجليزية)
- ماكس على موقع روتن توميتوز (الإنجليزية)
- ماكس على موقع قاعدة بيانات الأفلام العربية
- ماكس على موقع ألو سيني (الفرنسية)
- ماكس على موقع Turner Classic Movies (الإنجليزية)
- ماكس على موقع أول موفي (الإنجليزية)
- ماكس على موقع بوكس أوفيس موجو (الإنجليزية)
- ماكس على موقع فيلمافينيتي (الإسبانية)
- ماكس على موقع قاعدة بيانات الفيلم (الإنجليزية)